# Федосеевка (Приднестровье)
Федосе́евка — село в Григориопольском районе непризнанной Приднестровской Молдавской Республики. Вместе с посёлком Карманово и сёлами Котовка и Мочаровка входит в состав Кармановского сельсовета.

## География
Село расположено на расстоянии 27 км от города Григориополь и 73 км от г. Кишинёв.

## Население
По данным 2006 года, в селе Федосеевка проживало 38 человек.

## История
Село Федосеевка было основано в 1921 году на месте бывшей ссылки в царское время старообрядцеев-федосеевцев, чьи земли позже были отданы немецким колонистам для хутора Нейланд, опустевшему к началу Первой мировой войны.
В советский период здесь была организована бригада в составе совхоза «Карманово» с правлением в селе Карманово. Все объекты социального назначения находятся в соседних сёлах.
В настоящее время село находится на пути к исчезновению.